# The Chasm
The Chasm – meksykański zespół metalowy założony w grudniu 1992 przez Daniela Corchado po odejściu z zespołu Cenotaph. Zespół tworzy w stylu death metal. Na początku 1998 roku muzycy przenieśli się do Stanów Zjednoczonych.

## Muzycy

### Obecny skład zespołu
- Daniel Corchado - śpiew, gitara (od 1992)
- Antonio Leon - perkusja (od 1992)
- Julio Viterbo - gitara (od 1999)

### Byli członkowie zespołu
- Erick Diaz - gitara - 1992–1993, 1995–1997
- Luis Antonio Ramos - gitara - 1994
- Luis Martinez - gitara basowa - 1992–1994
- Rodolfo Riveron - gitara basowa - (1994)
- Roberto Valle - gitara basowa - (1999)
- Alfonso Polo - gitara basowa - (2001-2003)

### Muzycy sesyjni
- George Velaetis - gitara basowa (trasy koncertowe w latach 2003, 2005, 2006, płyta Darkness Eternal)

## Dyskografia
- 1993 - Awaiting The Day of Liberation (kaseta demo) - wydana przez Bellphegot Records, nagrana w Ara studios w Meksyku w marcu 1993
- 1994 - Procreation of the Inner Temple - zarejestrowana w lipcu 1994
- 1995 - From The Lost Years - wydana przez The Art/Reborn Records, nagrana w październiku 1995
- 1998 - Deathcult For Eternity: The Triumph - wydana przez Oz Productions, nagrana w marcu 1997
- 2000 - Scream Forth Blasphemy - A Tribute to Morbid Angel
- 2000 - Procession to the Infraworld - wydana przez Sempiternal Productions, nagrana w październiku 1999
- 2001 - Reaching The Veil of Death (EP) - wydana przez Lux Inframundis Productions, nagrana w The Chasm Headquarters i Lux Inframundis Studios w Chicago w sierpniu 2001
- 2002 - Conjuration of the Spectral Empire - wydana przez Witches Brew w Europie w 2002 i przez Lux Inframundis Productions/Somber Creations w 2003 w USA i Meksyku, nagrana w The Chasm Headquarters i Lux Inframundis Studios w Chicago w lipcu 2002
- 2004 - Spell of Retribution - wydana przez Wicked World) w listopadzie 2004, nagrana w Soto Sound Studio w Palatine w maju i kwietniu 2004